# 可足浑王妃 (后燕成武帝)
可足浑氏，前燕景昭皇后的妹妹，后燕成武帝慕容垂为王时娶的继室。初封长安君。
358年慕容垂的发妻段氏被拷打致死，之后慕容垂娶了段氏的妹妹段王妃，可足浑皇太后则下令慕容垂降继室段氏为妾，改娶她的妹妹长安君。慕容垂不敢抗旨，但非常不愉快，与太后的关系更加恶化。
晋太和四年十一月，慕容垂带着段氏和儿子们逃到前秦，从此离开了可足浑氏。可足浑氏再无记载。